# Baldassarre Báthory
Baldassarre Báthory (Báthory Boldizsár in ungherese; 1555 – 11 settembre 1594) fu voivoda di Transilvania per alcuni mesi nel 1594.
Baldassarre Báthory era figlio di Andras Báthory dei Báthory-Somlyó. Crebbe presso la corte dello zio Stefano, re della potente Confederazione Polacco-Lituana.
Nell'estate del 1594, Baldassarre venne nominato voivoda di Transilvania dai boiari, decisi a sbarazzarsi del suo intraprendente cugino, il voivoda Sigismondo Báthory. Sigismondo aveva infatti misconosciuto il vassallaggio transilvano nei confronti dell'Impero ottomano e si era unito all'imperatore Rodolfo II d'Asburgo nella Lunga Guerra contro la Sublime porta.
Cresciuto presso la corte anti-asburgica dello zio Stefano, Baldassarre dovette sembrare alla nobiltà transilvana un governante più tradizionalista. Per parte sua, Baldassarre accettò l'elezione e spodestò formalmente suo cugino Sigismondo, forte dell'appoggio del fratello cardinale Andrea Báthory.
Sigismondo Báthory, appoggiato da alcuni potenti nobili transilvani come lo zio István Bocskai, venne però rapidamente a capo della ribellione orchestrata contro di lui dai cugini. Baldassarre venne spodestato e catturato da truppe fedeli al suo detronizzato cugino, mentre suo fratello Andrea fuggiva in Polonia. Baldassarre morì in prigione, quasi certamente avvelenato per ordine del cugino Sigismondo.